# Painel DS405 da Organização Mundial do Comércio
O caso, numerado como DS 405 na OMC, trata de uma demanda chinesa em relação à medidas comerciais tomadas pela União Europeia, no que tange o mercado de sapatos de couro. A demanda já foi julgada em nível internacional pela OMC, a qual proferiu recomendações à União Europeia com o objetivo de solucionar a controvérsia.

## Contexto do caso
Para que se entenda o contexto do caso, é necessário que se analise o mercado em questão e as peculiaridades dos países envolvidos.O mercado mundial de calçados de couro é altamente segmentado e competitivo. Em razão da expressiva oferta de mão de obra na China e no Vietnã, a qual implica baixíssimos custos de produção, a indústria europeia de sapatos de couro se especializou em produtos de alta qualidade. Em contrapartida, o segmento popular do mercado de calçados é abastecido por exportadores asiáticos, ainda que exista alta competição entre produtores europeus e asiáticos no setor de média qualidade.
A Comissão Europeia alega que as vantagens comparativas que aproveitam aos produtores chineses e vietnamitas em face dos baixos salários é ainda majorada por intervenções estatais injustas, na forma de subsídio. Dessa forma, sob a ótica da Comissão, as referidas práticas injustas devem ser contornadas por medidas antidumping.

## Medidas tomadas pela UE
Em 23 de março de 2006, a Comissão Europeia adotou um regulamento (o chamado "Basic EC Anti-Dumping Regulation") o qual impunha, provisoriamente, tarifas antidumping sobre a importação de sapatos de couro da China e do Vietnã, por um período inicial de seis meses. Tal decisão originou-se da apresentação de uma queixa pela Confederação Europeia da Indústria de Sapatos em 30 de maio de 2005, a qual alegava que determinados calçados de couro provenientes da República Popular da China e do Vietnã estavam sendo importados por preço muito abaixo do de mercado, de maneira a causar danos materiais à indústria europeia. Importa ressaltar que o regulamento, concebido pela mídia desde sua edição como gatilho para uma “guerra dos sapatos”, resultou no ressurgimento de tensões entre China e União Europeia, haja vista o prévio embate entre as duas potências, advindo da dita “guerra dos sutiãs”, de setembro de 2005. 
A partir de investigações autorizadas pela República Popular da China e pelo Vietnã, realizadas em fábricas de ambos os países, a Comissão de Comércio verificou a existência de sólidas evidências de intervenções estatais em larga e estratégica escala industrial no setor de sapatos, tais como empréstimos e aportes de capital concedidos pelo governo, avaliações imprecisas do valor dos bens e expressivas isenções tributárias em matéria de exportação. Estas medidas, dentre outros subsídios ocultos, permitem os produtores chineses e vietnamitas a exportar sapatos de couro para a Europa por valor abaixo do real custo de produção em seus próprios países. 

## Alegações chinesas na OMC
Em 4 de fevereiro de 2010, a China solicitou consultas, em sede da OMC, com a União Europeia, para discutir medidas adotadas por esta última, no que diz respeito à imposição de tarifas alfandegárias antidumping sobre a importação de determinados calçados de couro provenientes da China.
Mais especificamente, a China alega a inconsistência do artigo 9(5) do Regulamento Antidumping da União Europeia (Basic EC Anti-Dumping Regulation) com normas da OMC. Versa o referido dispositivo europeu que, em casos de importações de mercadorias provenientes de países que não possuam economia de mercado, a tarifa antidumping deverá ser especificada para o país exportador, em oposição à indicação da mesma ao fabricante individualmente considerado. As alegações chinesas, não obstante, salientam que as normas vigentes da OMC requerem a estipulação de uma margem individual de dumping, se houver. Em havendo tal margem, isto é, a diferença entre o valor considerado normal e o valor de exportação, será utilizada para determinar uma tarifa aduaneira específica para cada exportador ou produtor, e não para o país exportador como um todo. Além disso, o governo chinês defende que a Regulamentação Europeia estabelece a referida tarifa individual especificada apenas aos exportadores que se adequarem no artigo 9(5) (“regras de Tratamento Individual”), o que se mostra inconsistente com as diversas previsões constantes do Acordo da OMC, do Protocolo de Acessão da China, do GATT 1994 e do Acordo sobre a Implementação do Artigo VI (doravante designado Acordo Antidumping). 

## Solução da controvérsia pela OMC
Com o fito de resolver a controvérsia, República Popular da China e União Europeia realizaram consultas em 31 de março de 2010. Todavia, tais consultas falharam em solucionar a disputa. Desse modo, em 08 de abril de 2010, a China solicitou o estabelecimento de um Painel, o qual foi deferido pelo Órgão de Solução de Controvérsias da OMC em 20 de abril de 2010.

### Estabelecimento do Painel
O Painel foi estabelecido em 18 de maio de 2010 e Austrália, Brasil, Colômbia, Japão, Turquia, Estados Unidos e Vietnã exerceram seu direito de entrarem como terceiras partes. 
Em 8 de abril de 2011, o Presidente do Painel informou ao Órgão de Solução de Controvérsias da OMC que, em face do expressivo número de alegações envolvidos na disputa, assim como a extensão dos argumentos apresentados pelas partes, o Painel não seria capaz de por um fim à controvérsia até o prazo previsto – qual seja, junho de 2011. Em não havendo outros atrasos, o Painel expediu o relatório às partes em 27 de julho de 2011.

### Decisão do Painel
Em suma, o Painel concluiu ser o artigo 9(5) do Regulamento Antidumping da União Europeia (Basic EC Anti-Dumping Regulation) de fato inconsistente com as obrigações assumidas pela União Europeia frente aos artigos 6.10, 9.2 e 18.4 do Acordo Antidumping , I:1 do GATT 1994, e o XVI:4 do Acordo da OMC. Concluiu, ainda, que a aplicação do artigo 9(5) do Regulamento Antidumping da União Europeia (Basic EC Anti-Dumping Regulation) na investigação original sobre calçados era inconsistente com os artigos 6.10 e 9.2 do Acordo Antidumping. 
O artigo 9.º, n.º 5, do regulamento antidumping de base prevê que os produtores-exportadores individuais em países sem economia de mercado que não beneficiem do tratamento de economia de mercado nos termos do artigo 2.º, n.º 7, alínea c, do regulamento antidumping de base serão sujeitos a uma taxa do direito à escala nacional, a menos que esses exportadores possam demonstrar que satisfazem as condições para a obtenção do tratamento individual estabelecidas no artigo 9.º, n.º 5, do regulamento antidumping de base. 
Estabelecendo-se uma comparação com o caso DS 397, também entre China e União Europeia, mas já apreciado em sede do Órgão de Recurso, foi apurado que o artigo 9.º, n.º 5, do regulamento antidumping de base estabeleceu uma presunção de que os produtores-exportadores que exercem as suas atividades em países sem economia de mercado não têm direito ao tratamento individual, mas, para serem elegíveis para esse tratamento, cabe-lhes o ônus de demonstrar que satisfazem determinados critérios. De acordo com o Órgão de Recurso, ainda, os acordos da OMC abrangidos não incluem qualquer base jurídica para tal presunção.
O Órgão de Recurso esclareceu, não obstante, que a determinação de uma margem de dumping unificada para vários exportadores se mostra contrária aos artigos 6.10 e 9.2 do Acordo Antidumping da OMC. Para que se possa instituir uma só tarifa antidumping para todo um país, será necessária a verificação de situações que indiquem terem dois ou mais exportadores, apesar de juridicamente distintos, uma relação tal que deverão ser tratados como uma entidade única. Indica-se que tais situações podem incluir, não exclusivamente:
i) a existência de ligações empresariais e estruturais entre os exportadores, como controle comum, participação e gestão; 
ii) a existência de ligações empresariais e estruturais entre o Estado e os exportadores, como controle comum, participação e gestão;  
iii) controle ou influência significativa do Estado em matéria de preços e de produção.
Na reunião do Órgão de Solução de Controvérsias da OMC, em 23 de março de 2012, a União Europeia informou ao referido Órgão que tinha a intenção de implementar as recomendações e imposições por ele proferidas, de forma a respeitar suas obrigações perante a OMC. Informou, todavia, que necessitaria de um período de tempo razoável para cumpri-las. Em 23 de maio de 2012, a China e a União Europeia informaram ao Órgão de Solução de Controvérsias terem acordado que o período de tempo razoável para a União Europeia implementar as recomendações seria de 7 meses e 19 dias, contados a partir do dia 22 de fevereiro de 2012. 

## Situação atual
A União Europeia não implementou as recomendações da OMC e o prazo para seu cumprimento expirou em 11 de outubro de 2012, de forma que o caso em apreço se encontra à espera de novas solicitações chinesas.